# Ko Kham
Ko Kham (Thai: เกาะขาม, andere Schreibweise: Koh Kham, auch Khokam) ist eine kleine Insel in der Provinz Trat im Osten Thailands.  
Die mit etwa 1,2 Kilometern Umfang recht kleine Insel Ko Kham liegt im östlichen Golf von Thailand, nordwestlich von Ko Mak. 

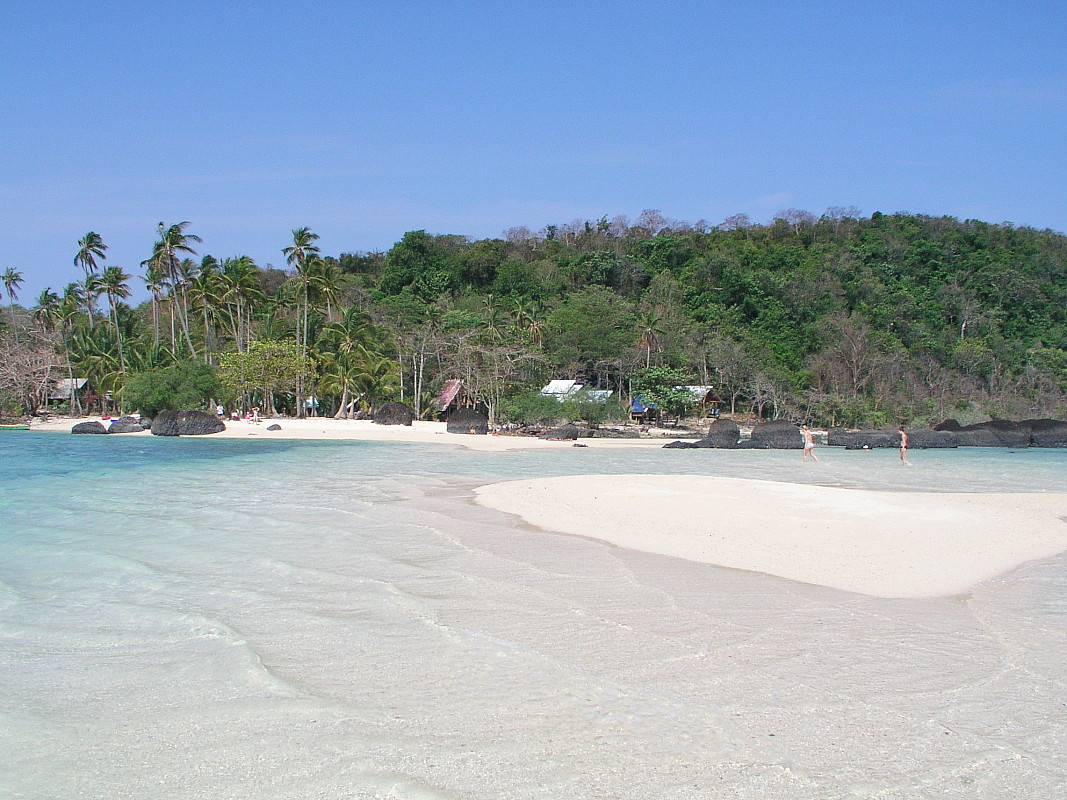
Ko Kham
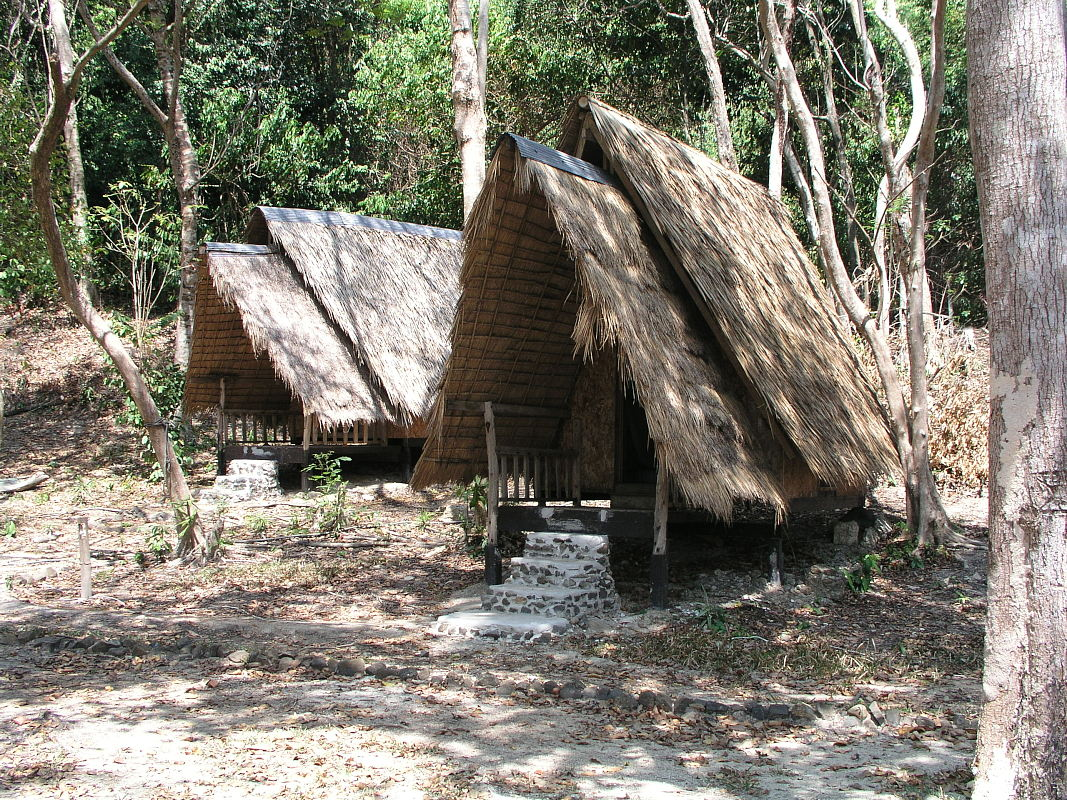
Ko Kham
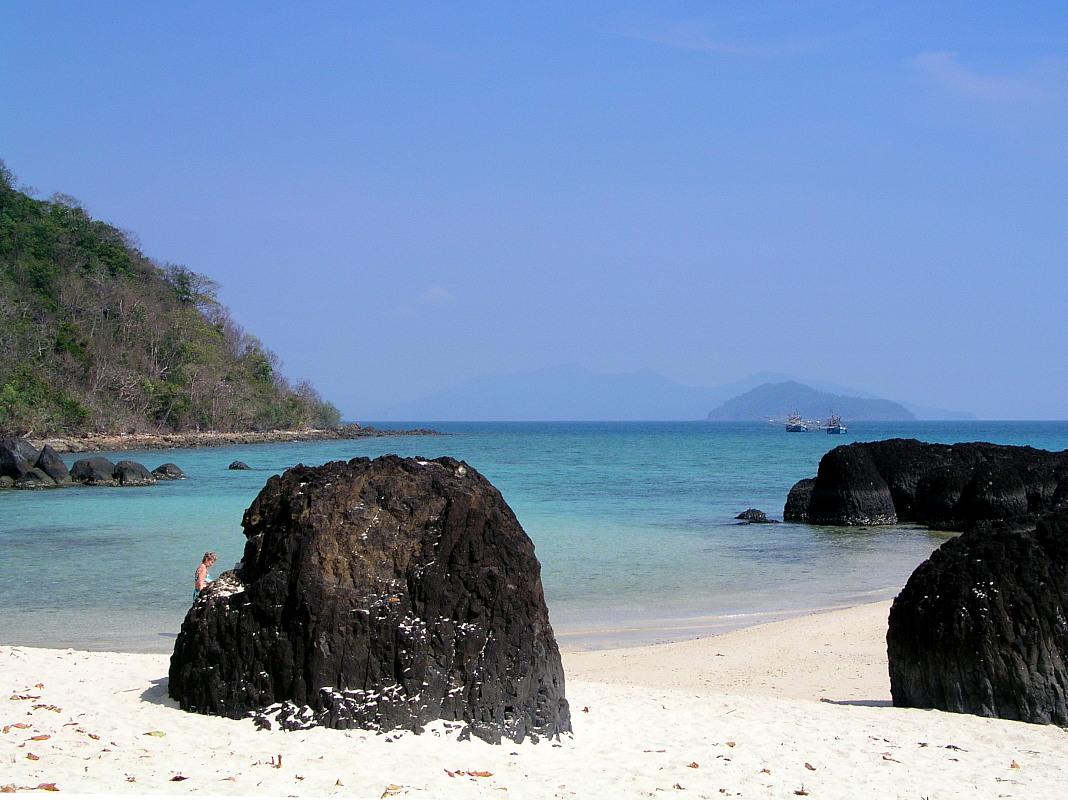
Ko Kham

Bei sehr niedriger Ebbe besteht die Möglichkeit, die Insel von Ko Mak zu Fuß zu erreichen. Von Ko Mak verkehren Motorboote, deren ungefährer Fahrplan direkt mit dem Bootsführer vereinbart wird.
Das Meer um Ko Kham ist türkisfarben, warm und sehr sauber. Es bietet daher ideale Voraussetzungen für Schnorchler und Badelustige. Die Küstenzone ist manchmal mit kleinen Steinen und Muscheln durchsetzt. Gelegentlich stehen massige, schwarze Lavakegel im Weg, Zeugnisse vulkanischen Ursprungs. In der Umgebung der kleinen, makellosen Sandbank bieten sich sehr gute Bademöglichkeiten im seichten Meer an. 
Das Inselinnere wird von einer schwer zugänglichen, üppig bewachsenen Erhebung dominiert. Die Vegetation besteht im Strandbereich überwiegend aus Kokospalmen, an der Westküste wachsen Mangroven.

## Klima
Es ist tropisch warm (30–35 °C). Die Regenzeit dauert etwa von April bis Oktober, dann ist es gelegentlich etwas kühler und die Luftfeuchtigkeit höher.